# Farman F.280
El Farman F.280 fue un monoplano de ala en voladizo trimotor, diseñado en Francia como transporte de correo a principios de los años 30 del siglo XXI. Falto de potencia y lento, sólo se construyeron dos ejemplares y se usó brevemente.

## Diseño y desarrollo
El F.280 era un familiar, aunque no un miembro, de la familia F.190/290/390 de pequeños transportes, por su uso del ala del F.190. Así, el ala alta fue modificada para llevar dos de los tres motores del F.280 en su superficie superior; su envergadura de 14,38 m lo hacía un avión más pequeño que el casi contemporáneo F.300 trimotor.
Estructuralmente, el ala estaba construida alrededor de dos largueros. En la mayor parte de la envergadura, las alas poseían una cuerda paralela, pero en las secciones exteriores, donde se llevaban los alerones, se hacían trapezoidales hasta las puntas rectas. Un par de soportes paralelos de aluminio dentro de carenados aerodinámicos de abeto aportaban cargas de sustentación y resistencia a los larguerillos del fuselaje inferior. Existían soportes verticales adicionales, más pequeños que los del F.190, pero más robustos, bajo los motores exteriores. El empenaje del F.280 también era similar al del F.190, con un plano de cola rectangular doblemente arriostrado, llevando elevadores separados, con un timón recortado entre ellos. Este alargado timón, con compensadores y equilibradores, tenía una forma casi cuadrada, montado en una aleta de ancha cuerda, delgada y recta.
El F.280 poseía un fuselaje de lados rectos con la cabina del piloto bajo el ala, el parabrisas justo por delante de las mismas, y con el tercer motor montado en el morro. Ventanas cuadradas iluminaban el interior. El tren de aterrizaje convencional tenía patas principales unidas verticalmente a los soportes alares delanteros como extensiones de los soportes entre estos y los motores, y con arriostrados más delgados hasta los larguerillos del fuselaje superior. Los ejes partidos colgaban del centro del fuselaje inferior y brazos radiales desde los larguerillos inferiores soportaban las cargas longitudinales. Las ruedas principales unitarias estaban carenadas.

## Historia operacional
El F.280 voló por primera vez en febrero de 1931. Con uno de sus tres motores apagado, podía mantener una altitud de 1000 m y 145 km/h, llevando una carga de 300 kg. Era lento para ascender a 300 m, por lo que, en agosto de 1932, los radiales Salmson fueron reemplazados por motores lineales refrigerados por aire Renault 4Pb más modernos. Producían la misma potencia, pero giraban más rápido, y el modelo resultante F.281 era 40 kg más ligero. Fue comprado por SGTA como transporte nocturno de correo en octubre de 1932, y fue probado en la ruta París-Berlín, que conectaba, vía Colonia, con Suecia. El trayecto duraba 4 h 55 min.
A mitad de 1933, varias aerolíneas, SGTA entre ellas, se unieron para formar Air France. El F.280 voló poco con la nueva organización; en la primavera de 1935 sólo había registrado 24 horas de vuelo, con 4 horas desde enero de 1933. Nunca recibió un certificado de ruta y siempre fue demasiado lento, pero fue utilizado para investigar aspectos de la red continental.
Con la esperanza de alcanzar mayores velocidades, Farman construyó una segunda serie del avión F.280, la F.282, que poseía motores Renault 4Pei Bengali de 105 kW (140 hp), versiones invertidas y repotenciadas de los del F.281. A pesar de la potencia extra, la velocidad máxima sólo aumentó en 10 km/h. Fue probado por la Société Central pour l'Exploitation de Lignes Aériennes en julio de 1933, que lo encontró preciso para volar, pero todavía falto de potencia. Como resultado, no se construyeron más series del F.280 y el desarrollo de las dos máquinas existentes se detuvo. Los registros de Air France mostraban todavía al F.282 en sus libros en diciembre de 1934, pero sin describir su uso.

## Variantes
F.280
Tres motores radiales Salmson 7Ac de siete cilindros y 70 kW (95 hp) cada uno: uno construido (F-ALKR).
F.281
Tres motores lineales refrigerados por aire Renault 4Pb de cuatro cilindros y 70 kW (95 hp): el F-ALKR remotorizado en agosto de 1932.
F.282
Tres motores lineales refrigerados por aire Renault 4Pei Bengali invertidos de cuatro cilindros y 105 kW (140 hp): uno construido.

## Especificaciones
Referencia datos: Les avions Farman pp.228-9

### Características generales
- Tripulación: Tres
- Longitud: 10,5 m (34,4 ft)
- Envergadura: 14,4 m (47,2 ft)
- Altura: 3,1 m (10,2 ft)
- Superficie alar: 40,2 m² (432,7 ft²)
- Peso vacío: 1360 kg (2997,4 lb)
- Peso cargado: 2240 kg (4937 lb)
- Planta motriz: 3× motor radial de siete cilindros refrigerado por aire Salmson 7Ac.
  - Potencia: 71 kW (98 HP; 97 CV) cada uno.
- Hélices: Bipala

### Rendimiento
- Velocidad máxima operativa (Vno): 220 km/h (137 MPH; 119 kt)
- Alcance: 575 km (310 nmi; 357 mi)
- Techo de vuelo: 5000 m (16 404 ft)

## Aeronaves relacionadas

### Desarrollos relacionados
- Farman F.190

### Secuencias de designación
- Secuencia F._ (interna de Farman): ← F.230 - F.250 - F.270 - F.280 - F.290 - F.300 - F.310 →